# 飾圈無鬚魮
飾圈無鬚魮（学名：Puntius vittatus）為輻鰭魚綱鯉形目鯉科的其中一個種。现接受名为Bhava vittata。

## 分布
本魚分布於巴基斯坦、印度、斯里蘭卡的溪流。

## 特徵
本魚背部呈橄欖綠，顏色致富不逐漸變成銀綠色。在充足的光線下，鱗片會變成彩虹色。尾鰭基部有一塊黑斑；所有鰭都是淺黃綠色，但背鰭上有黑色斜紋直穿而過。體長可達5公分。

## 生態
本魚棲息在湖泊、溪流或水塘中，常在稻田中被發現。主要以菌絲藻與藍綠藻為食。

## 經濟利用
為觀賞性魚類，或其他魚類的餌食。